# Babel (film, 2006)
Pour les articles homonymes, voir Babel.
Série Trilogie d'Alejandro González Iñárritu
21 grammes
(2003)
Pour plus de détails, voir Fiche technique et Distribution.
Babel est un film dramatique américano-mexicano-franco-maroco-japonais réalisé par Alejandro González Iñárritu, sorti en 2006.
Il s'agit du dernier volet de la « trilogie de la mort » d'Alejandro González Iñárritu, après Amours chiennes et 21 grammes.

## Synopsis
Ahmed et Youssef, deux enfants marocains, jouent avec le fusil de précision que leur père s'était procuré en fraude auprès de Yasujiro, un touriste japonais, contre une chèvre et cinq cents dirhams. Ils veulent tester la distance de frappe des balles et l'un d'eux vise, tire et touche un bus de touristes qui passait au loin en contrebas. Parmi eux, Susan et Richard, un couple américain à la dérive en voyage dans le pays pour essayer de se retrouver à la suite du décès de l'un de ses enfants. Susan est gravement blessée et son mari va tout faire pour tenter de la sauver.
À des milliers de kilomètres de là, aux États-Unis, Amelia, une nounou mexicaine, veille sur les deux enfants de ce même couple. Ayant prévu de retourner au Mexique pour le mariage de son fils, son voyage étant contrarié par les événements, elle décide d'emmener les enfants avec elle. Son neveu, Santiago, vient les chercher en voiture.
Au Japon, l'adolescente Chieko a plusieurs problèmes, dont le fait de n’avoir jamais eu de relations intimes, mais aussi sa surdité et le souvenir obsessionnel du suicide de sa mère, et peine à se faire des amis. Ses relations avec son père, Yasujiro, l'ancien propriétaire du fusil, s'en ressentent. Ces évènements vont peu à peu se conjuguer pour donner un sens en abyme au film.

## Fiche technique
Sauf indication contraire, les informations mentionnées dans cette section peuvent être confirmées par la base de données cinématographiques IMDb,  présente dans la section « Liens externes ».
- Titre : Babel
- Réalisation : Alejandro González Iñárritu
- Scénario : Guillermo Arriaga, sur une idée de Guillermo Arriaga et Alejandro González Iñárritu
- Musique : Gustavo Santaolalla
- Décors : Brigitte Broch
- Costumes : Michael Wilkinson, Gabriela Diaque et Miwako Kobayashi
- Photographie : Rodrigo Prieto
- Son : Christian P. Minkler, Jon Taylor
- Montage : Stephen Mirrione et Douglas Crise
- Production : Alejandro González Iñárritu, Steve Golin et Jon Kilik

Production exécutive : Ahmed Abounouom (Maroc), Norihisa Harada (Japon), Kay Ueda (Japon) et Tita Lombardo (Mexique)
Coproduction : Ann Ruark
Production associée : Corinne Golden Weber et Raúl Olvera Ferrer
- Sociétés de production[2] : Anonymous Content, Studiocanal, Media Rights Capital (MRC), Zeta Film et Central Films
  - Avec la participation de : Paramount Pictures et Paramount Vantage
- Sociétés de distribution[2] : 
  - États-Unis : Paramount Vantage
  - Japon : GAGA
  - France : Mars Distribution
  - Canada : Paramount Pictures
- Budget : 25 millions de $[3]
- Pays d'origine :  États-Unis,  Mexique,  France,  Maroc,  Japon
- Langues : anglais, quelques dialogues en arabe, espagnol, japonais, berbère, français, russe et langue des signes japonaise
- Format[4] : couleur (DeLuxe) - 35 mm - 1,85:1 (Panavision) - son Dolby Digital | DTS
- Genre : drame, thriller
- Durée : 143 minutes
- Dates de sortie[5] :
  - États-Unis : 10 novembre 2006
  - France, Belgique : 15 novembre 2006
  - Mexique : 26 janvier 2007 (réédition)
  - Japon : 28 avril 2007
- Dates de sortie (Festival)[5] :
  - France : 23 mai 2006 (Festival de Cannes) ; 12 octobre 2006 (Festival de cinéma de Lyon - hors-écran) ; 11 novembre 2006 (Arras Film Festival)
  - États-Unis : 1er septembre 2006 (Festival du film de Telluride) ; octobre 2006 (Festival international du film de Chicago)
  - Canada : 9 septembre 2006 (Festival international du film de Toronto)
  - Finlande : 14 septembre 2006 (Festival international du film d'Helsinki)
  - Brésil : 21 septembre 2006 (Festival international du film de Rio de Janeiro)
  - Espagne : 21 septembre 2006 (Festival international du film de Saint-Sébastien)
  - Pologne : 13 octobre 2006 (Festival international du film de Varsovie)
  - Pays-Bas : 27 octobre 2006 (Festival international du film de Leyde)
  - Royaume-Uni : 2 novembre 2006 (Festival du film de Londres)
  - Maroc : 7 décembre 2006 (Festival international du film de Marrakech)
  - Indonésie : 8 décembre 2006 (Festival international du film de Jakarta)
  - Serbie : 24 février 2007 (Festival international du film de Belgrade)
  - Suède : 16 novembre 2011 (Festival international du film de Stockholm)
- Classification[6] :
  -  États-Unis : Interdit aux moins de 17 ans (R – Restricted)[Note 1].
  -  Mexique : Déconseillé aux enfants de moins de 15 ans (B-15 - Not recommended for children under 15).
  -  Japon : Sous la responsabilité des parents. (PG-12)[Note 2].
  -  France : Tous publics (visa d'exploitation no 116556 délivré le 10 novembre 2006)[7].

## Distribution
- Brad Pitt (VF : Jean-Pierre Michael) : Richard Jones
- Cate Blanchett (VF : Isabelle Gardien) : Susan Jones
- Gael García Bernal : Santiago
- Elle Fanning : Debbie Jones
- Rinko Kikuchi : Chieko
- Nathan Gamble : Mike Jones
- Kōji Yakusho : Yasujiro
- Adriana Barraza : Amelia
- Harriet Walter : Lilly
- Clifton Collins Jr. : l'officier de l'immigration
- Michael Peña : le patrouilleur à la frontière
- Michael Maloney : James
- Driss Roukhe : le gendarme marocain
- Boubker Ait El Caid : Yussef
- Said Tarchani : Ahmed
- Mustapha Rachidi : Abdullah le père de Ahmed et Yussef

## Production

### Tournage
- Lieux de tournage[8] :
  -  Maroc : Ouarzazate et Agdz
  -  Mexique : Tecate, El Pinacate et Désert d'Altar (en), dans l'État de Sonora
  -  Japon : Ishioka (Préfecture d'Ibaraki) et Shibuya (Tokyo)
  -  États-Unis : San Diego et Tucson

## Distinctions
Entre 2006 et 2011, Babel a été sélectionné 183 fois dans diverses catégories et a remporté 43 récompenses,.

### Année 2006
| Festivals de cinéma                                                                               | Catégorie / Récompense                                                                                  | Nommé(es) / Lauréat(es) | Nommé(es) / Lauréat(es) |
| ------------------------------------------------------------------------------------------------- | --- | --- | ----------------------- |
| Alliance des femmes journalistes de cinéma                                                        | Récompense féminine EDA de la meilleure réalisation féminine dans l'industrie cinématographique         | Cate Blanchett | Lauréat                 |
| Alliance des femmes journalistes de cinéma                                                        | Nommé à la récompense spéciale EDA de la meilleure représentation de la nudité ou de la sexualité       | - | Nomination              |
| Alliance des femmes journalistes de cinéma                                                        | Meilleur casting d'ensemble                                                                             | - | Nomination              |
| Alliance des femmes journalistes de cinéma                                                        | Meilleure performance d'une actrice à l'appui d'une protagoniste féminine ou d'une perspective féminine | Adriana Barraza | Nomination              |
| Alliance des femmes journalistes de cinéma                                                        | Meilleure jeune actrice                                                                                 | Rinko Kikuchi | Nomination              |
| Association des critiques de cinéastes polonais (Association of Polish Filmmakers Critics Awards) | Mention honorable du meilleur film étranger                                                             | Alejandro González Iñárritu | Lauréat                 |
| Association des critiques de cinéma de Chicago                                                    | Prix CFCA de la meilleure actrice dans un second rôle                                                   | Rinko Kikuchi | Lauréat                 |
| Association des critiques de cinéma de Chicago                                                    | Meilleur film                                                                                           | - | Nomination              |
| Association des critiques de cinéma de Chicago                                                    | Meilleur acteur dans un second rôle                                                                     | Brad Pitt | Nomination              |
| Association des critiques de cinéma de Chicago                                                    | Meilleure actrice dans un second rôle                                                                   | Adriana Barraza | Nomination              |
| Association des critiques de cinéma de Chicago                                                    | Artiste la plus prometteuse                                                                             | Rinko Kikuchi | Nomination              |
| Association des critiques de cinéma de Chicago                                                    | Meilleur réalisateur                                                                                    | Alejandro González Iñárritu | Nomination              |
| Association des critiques de cinéma de Chicago                                                    | Meilleur scénario, original                                                                             | Guillermo Arriaga | Nomination              |
| Association des critiques de cinéma de Chicago                                                    | Meilleure photographie                                                                                  | Rodrigo Prieto | Nomination              |
| Association des critiques de cinéma de Chicago                                                    | Meilleure musique originale                                                                             | Gustavo Santaolalla | Nomination              |
| Association des critiques de cinéma de Dallas-Fort Worth                                          | Meilleur film                                                                                           | - | Nomination              |
| Association des critiques de cinéma de Dallas-Fort Worth                                          | Meilleur réalisateur                                                                                    | Alejandro González Iñárritu | Nomination              |
| Association des critiques de cinéma de Dallas-Fort Worth                                          | Meilleure actrice dans un second rôle                                                                   | Adriana Barraza | Nomination              |
| Association des critiques de cinéma de Dallas-Fort Worth                                          | Meilleure actrice dans un second rôle                                                                   | Rinko Kikuchi | Nomination              |
| Association des critiques de cinéma de Dallas-Fort Worth                                          | Meilleur scénario                                                                                       | Guillermo Arriaga | Nomination              |
| Association des critiques de cinéma de Dallas-Fort Worth                                          | Meilleure photographie                                                                                  | Rodrigo Prieto | Nomination              |
| Association des critiques de cinéma de Saint-Louis                                                | Meilleure actrice dans un second rôle                                                                   | Rinko Kikuchi | Nomination              |
| Association des critiques de cinéma de Saint-Louis                                                | Meilleure photographie                                                                                  | Rodrigo Prieto | Nomination              |
| Association des critiques de cinéma de Toronto                                                    | Meilleure actrice dans un second rôle                                                                   | Rinko Kikuchi | Nomination              |
| Association des critiques de cinéma de Toronto                                                    | Meilleur scénario                                                                                       | Guillermo Arriaga | Nomination              |
| Association des critiques de cinéma du sud-est                                                    | Meilleur film                                                                                           | 7e place | Nomination              |
| Association des critiques de films de l'Utah                                                      | Prix UFCA de la meilleure actrice dans un second rôle                                                   | Rinko Kikuchi | Lauréat                 |
| Camerimage                                                                                        | Concours principal                                                                                      | Rodrigo Prieto | Nomination              |
| Cercle des critiques de cinéma de San Francisco                                                   | Prix SFFCC de la meilleure actrice dans un second rôle                                                  | Adriana Barraza | Lauréat                 |
| Communauté du circuit des récompenses (Awards Circuit Community Awards)                           | Meilleur film                                                                                           | Alejandro González Iñárritu, Steve Golin et Jon Kilik                                                                             | Nomination              |
| Communauté du circuit des récompenses (Awards Circuit Community Awards)                           | Meilleur réalisateur                                                                                    | Alejandro González Iñárritu | Nomination              |
| Communauté du circuit des récompenses (Awards Circuit Community Awards)                           | Meilleure actrice dans un second rôle                                                                   | Adriana Barraza | Nomination              |
| Communauté du circuit des récompenses (Awards Circuit Community Awards)                           | Meilleure actrice dans un second rôle                                                                   | Rinko Kikuchi | Nomination              |
| Communauté du circuit des récompenses (Awards Circuit Community Awards)                           | Meilleur scénario original                                                                              | Guillermo Arriaga | Nomination              |
| Communauté du circuit des récompenses (Awards Circuit Community Awards)                           | Meilleur casting pour un film                                                                           | Brad Pitt, Cate Blanchett, Adriana Barraza, Rinko Kikuchi, Kōji Yakusho et Gael García Bernal                                     | Nomination              |
| Communauté du circuit des récompenses (Awards Circuit Community Awards)                           | Meilleure photographie                                                                                  | Rodrigo Prieto | Nomination              |
| Communauté du circuit des récompenses (Awards Circuit Community Awards)                           | Meilleur montage de film                                                                                | Stephen Mirrione et Douglas Crise                                                                                                 | Nomination              |
| Communauté du circuit des récompenses (Awards Circuit Community Awards)                           | Meilleure musique originale                                                                             | Gustavo Santaolalla | Nomination              |
| Conseil national d'examen du cinéma,                                                              | Top 10 de l'année                                                                                       | - | Lauréat                 |
| Conseil national d'examen du cinéma,                                                              | Prix NBR de la meilleure révélation féminine                                                            | Rinko Kikuchi | Lauréat                 |
| Festival de Cannes,                                                                               | Grand prix technique                                                                                    | Stephen Mirrione | Lauréat                 |
| Festival de Cannes,                                                                               | Prix de la mise en scène                                                                                | Alejandro González Iñárritu | Lauréat                 |
| Festival de Cannes,                                                                               | Prix du Jury Œcuménique                                                                                 | Alejandro González Iñárritu | Lauréat                 |
| Festival de Cannes,                                                                               | Palme d'Or                                                                                              | Alejandro González Iñárritu | Nomination              |
| Festival de Cannes,                                                                               | Grand Prix                                                                                              | Alejandro González Iñárritu | Nomination              |
| Festival de Cannes,                                                                               | Prix du Jury                                                                                            | Alejandro González Iñárritu | Nomination              |
| Festival de Cannes,                                                                               | Prix de la Jeunesse                                                                                     | Alejandro González Iñárritu | Nomination              |
| Festival de Cannes,                                                                               | Prix François Chalais                                                                                   | Alejandro González Iñárritu | Nomination              |
| Festival de Cannes,                                                                               | Prix de l'Éducation nationale                                                                           | Alejandro González Iñárritu | Nomination              |
| Festival du film de Sarlat                                                                        | Avant-premières                                                                                         | Alejandro González Iñárritu | Nomination              |
| Festival international du film de Capri Hollywood (Capri, Hollywood)                              | Prix Exploit Capri                                                                                      | Rinko Kikuchi | Lauréat                 |
| Festival international du film de Marrakech                                                       | Longs métrages - Hors-compétition                                                                       | Alejandro González Iñárritu | Nomination              |
| Film indépendant de Gotham                                                                        | Prix Gotham de la meilleure distribution                                                                | Brad Pitt, Cate Blanchett, Gael García Bernal, Kōji Yakusho, Adriana Barraza, Rinko Kikuchi, Said Tarchani et Boubker Ait El Caid | Lauréat                 |
| Film indépendant de Gotham                                                                        | Prix Gotham du meilleur acteur                                                                          | Rinko Kikuchi | Lauréat                 |
| Indiewire                                                                                         | Meilleure actrice dans un second rôle                                                                   | Rinko Kikuchi (10e place) | Nomination              |
| Prix du cinéma hollywoodien,                                                                      | Compositeur de l'année                                                                                  | Gustavo Santaolalla | Lauréat                 |
| Prix du cinéma hollywoodien,                                                                      | Directeur de casting de l'année                                                                         | Francine Maisler | Lauréat                 |
| Prix Satellites                                                                                   | Prix Satellite de la meilleure musique originale de film                                                | Gustavo Santaolalla | Lauréat                 |
| Prix Satellites                                                                                   | Meilleure actrice dans un second rôle                                                                   | Rinko Kikuchi | Nomination              |
| Prix Satellites                                                                                   | Meilleur acteur dans un second rôle                                                                     | Brad Pitt | Nomination              |
| Prix Satellites                                                                                   | Meilleur film dramatique                                                                                | - | Nomination              |
| Prix Satellites                                                                                   | Meilleur réalisateur                                                                                    | Alejandro González Iñárritu | Nomination              |
| Prix Satellites                                                                                   | Meilleur scénario original                                                                              | Guillermo Arriaga et Alejandro González Iñárritu                                                                                  | Nomination              |
| Prix Satellites                                                                                   | Meilleur montage                                                                                        | Stephen Mirrione et Douglas Crise                                                                                                 | Nomination              |
| Prix Satellites                                                                                   | Meilleur son (montage et mixage)                                                                        | Martín Hernández, José Antonio García, Jon Taylor et Christian P. Minkler                                                         | Nomination              |
| Prix Schmoes d'or (Golden Schmoes Awards)                                                         | Meilleure actrice dans un second rôle de l'année                                                        | Rinko Kikuchi | Nomination              |
| The Stinkers Bad Movie Awards                                                                     | Film le plus surestimé                                                                                  | - | Lauréat                 |
| Société des critiques de films de Las Vegas                                                       | Meilleur film                                                                                           | (3e place) | Nomination              |
| Société des critiques de films de San Diego                                                       | Meilleur compositeur                                                                                    | Gustavo Santaolalla | Lauréat                 |
| Société des critiques de films de San Diego                                                       | Meilleure distribution                                                                                  | Adriana Barraza, Cate Blanchett, Gael García Bernal, Rinko Kikuchi, Brad Pitt et Kōji Yakusho                                     | Lauréat                 |
| Société des critiques de film en ligne de New York                                                | Prix NYFCO du meilleur film de l'année                                                                  | - | Lauréat                 |

### Année 2007
| Festivals de cinéma                                                                                        | Catégorie / Récompense                                                      | Nommé(es) / Lauréat(es) | Nommé(es) / Lauréat(es) |
| --- | --------------------------------------------------------------------------- | --- | ----------------------- |
| Association centrale des critiques de films de l'Ohio                                                      | Prix COFCA du meilleur compositeur                                          | Gustavo Santaolalla | Lauréat                 |
| Association centrale des critiques de films de l'Ohio                                                      | Meilleure actrice dans un second rôle                                       | Rinko Kikuchi | Nomination              |
| Association centrale des critiques de films de l'Ohio                                                      | Meilleur film                                                               | 8e place | Nomination              |
| Association des critiques de cinéma                                                                        | Meilleur film                                                               | - | Nomination              |
| Association des critiques de cinéma                                                                        | Meilleure actrice dans un second rôle                                       | Adriana Barraza | Nomination              |
| Association des critiques de cinéma                                                                        | Meilleure actrice dans un second rôle                                       | Rinko Kikuchi | Nomination              |
| Association des critiques de cinéma                                                                        | Meilleur scénariste                                                         | Guillermo Arriaga | Nomination              |
| Association des critiques de cinéma                                                                        | Meilleur compositeur                                                        | Gustavo Santaolalla | Nomination              |
| Association des critiques de cinéma                                                                        | Meilleure bande son                                                         | - | Nomination              |
| Association des critiques de cinéma                                                                        | Meilleure distribution                                                      | Brad Pitt, Cate Blanchett, Adriana Barraza, Rinko Kikuchi, Kōji Yakusho et Gael García Bernal                                                                     | Nomination              |
| Association des critiques de cinéma d'Austin                                                               | Prix AFCA de la meilleure actrice dans un second rôle                       | Rinko Kikuchi | Lauréat                 |
| Association du cinéma et de la télévision en ligne (Online Film & Television Association)                  | Prix OFTA de la meilleure musique, chanson originale                        | Gustavo Santaolalla | Lauréat                 |
| Association du cinéma et de la télévision en ligne (Online Film & Television Association)                  | Meilleure actrice dans un second rôle                                       | Adriana Barraza | Nomination              |
| Association du cinéma et de la télévision en ligne (Online Film & Television Association)                  | Meilleure actrice dans un second rôle                                       | Rinko Kikuchi | Nomination              |
| Association du cinéma et de la télévision en ligne (Online Film & Television Association)                  | Meilleure performance féminine                                              | Rinko Kikuchi | Nomination              |
| Association du cinéma et de la télévision en ligne (Online Film & Television Association)                  | Meilleur distribution                                                       | - | Nomination              |
| Association du cinéma et de la télévision en ligne (Online Film & Television Association)                  | Meilleur casting                                                            | Marc Robert, Gigi Akoka, Gemma Hancock, Hervé Jakubowicz, Francine Maisler, Juliette Ménager, Yôko Narahashi, Sam Stevenson et Manuel Teil                        | Nomination              |
| Association du cinéma et de la télévision en ligne (Online Film & Television Association)                  | Meilleur scénario écrit directement pour l'écran                            | Guillermo Arriaga | Nomination              |
| Association du cinéma et de la télévision en ligne (Online Film & Television Association)                  | Meilleur montage de film                                                    | Stephen Mirrione et Douglas Crise | Nomination              |
| Association turque des critiques de cinéma (Turkish Film Critics Association (SIYAD) Awards)               | Meilleur film étranger                                                      | 5e place | Nomination              |
| Cadres argentés                                                                                            | Prix Cadres Argentés du meilleur film étranger                              | Alejandro González Iñárritu | Lauréat                 |
| Cercle des critiques de cinéma de Vancouver                                                                | Meilleure actrice dans un second rôle                                       | Adriana Barraza | Nomination              |
| Cercle des critiques de cinéma de Vancouver                                                                | Meilleur acteur dans un second rôle                                         | Brad Pitt | Nomination              |
| César du cinéma,                                                                                           | Meilleur film étranger                                                      | Alejandro González Iñárritu | Nomination              |
| Cinema Audio Society (CAS)                                                                                 | Meilleur mixage sonore d'un film                                            | Jon Taylor, Christian P. Minkler et José Antonio García | Nomination              |
| Éditeurs de cinéma américain                                                                               | Prix Eddie du meilleur montage d'un film dramatique                         | Stephen Mirrione et Douglas Crise | Lauréat                 |
| Éditeurs de sons de films                                                                                  | Meilleur montage de musique dans un film                                    | Anibal Kerpel | Nomination              |
| Éditeurs de sons de films                                                                                  | Meilleur montage sonore - Effets sonores et bruitages dans un film étranger | Martín Hernández, Roland N. Thai, Shawn Kennelly, Alejandro Quevedo, Sergio Diaz, Robert Troy, Thierry J. Couturier, Richard Burton, Laura Macias, Vince Nicastro | Nomination              |
| Festival international du film de Palm Springs                                                             | Prix du réalisateur de l'année                                              | Alejandro González Iñárritu | Lauréat                 |
| Festival international du film de Palm Springs                                                             | Prix de la meilleure distribution                                           | Brad Pitt, Cate Blanchett, Adriana Barraza, Rinko Kikuchi, Gael García Bernal, Kōji Yakusho, Said Tarchani et Boubker Ait El Caid                                 | Lauréat                 |
| Festival national du doublage des voix dans l'ombre (Il Festival Nazionale del Doppiaggio Voci nell'Ombra) | Meilleure voix d'acteur de personnage                                       | Emiliano Coltorti | Nomination              |
| Golden Globes,                                                                                             | Golden Globes du meilleur film dramatique                                   | - | Lauréat                 |
| Golden Globes,                                                                                             | Meilleur acteur dans un second rôle                                         | Brad Pitt | Nomination              |
| Golden Globes,                                                                                             | Meilleure actrice dans un second rôle                                       | Adriana Barraza | Nomination              |
| Golden Globes,                                                                                             | Meilleure actrice dans un second rôle                                       | Rinko Kikuchi | Nomination              |
| Golden Globes,                                                                                             | Meilleur réalisateur                                                        | Alejandro González Iñárritu | Nomination              |
| Golden Globes,                                                                                             | Meilleur scénario                                                           | Guillermo Arriaga | Nomination              |
| Golden Globes,                                                                                             | Meilleure musique de film                                                   | Gustavo Santaolalla | Nomination              |
| Guilde des créateurs de costumes                                                                           | Meilleurs costumes contemporain                                             | Michael Wilkinson, Gabriela Diaque et Miwako Kobayashi | Nomination              |
| Guilde des directeurs artistiques                                                                          | Nommé au Prix d'excellence en conception de production du film contemporain | Brigitte Broch, Miyuki Kitagawa, Claudia Vazquez, Bernardo Trujillo, Rafael Mandujano et Ryo Sugimoto                                                             | Nomination              |
| Guilde des producteurs d'Amérique,                                                                         | Meilleur producteur de film                                                 | Alejandro González Iñárritu, Steve Golin et Jon Kilik | Nomination              |
| Guilde des réalisateurs d'Amérique                                                                         | Meilleure réalisation pour un film                                          | Alejandro González Iñárritu | Nomination              |
| Guilde des scénaristes d'Amérique,                                                                         | Meilleur scénario original                                                  | Guillermo Arriaga | Nomination              |
| Guilde russe des critiques de cinéma                                                                       | Meilleur film étranger                                                      | Alejandro González Iñárritu | Nomination              |
| Oscars du cinéma,                                                                                          | Oscar de la meilleure musique de film                                       | Gustavo Santaolalla | Lauréat                 |
| Oscars du cinéma,                                                                                          | Meilleur film de l'année                                                    | Alejandro González Iñárritu, Steve Golin et Jon Kilik | Nomination              |
| Oscars du cinéma,                                                                                          | Meilleure actrice dans un second rôle                                       | Adriana Barraza | Nomination              |
| Oscars du cinéma,                                                                                          | Meilleure actrice dans un second rôle                                       | Rinko Kikuchi | Nomination              |
| Oscars du cinéma,                                                                                          | Meilleure réalisation                                                       | Alejandro González Iñárritu | Nomination              |
| Oscars du cinéma,                                                                                          | Meilleur scénario original                                                  | Guillermo Arriaga | Nomination              |
| Oscars du cinéma,                                                                                          | Meilleur montage                                                            | Stephen Mirrione et Douglas Crise | Nomination              |
| Prix ACCEC (ACCEC Awards)                                                                                  | Prix ACCEC du meilleur film étranger                                        | Alejandro González Iñárritu | Lauréat                 |
| Prix Bodil                                                                                                 | Prix Bodil du meilleur film américain                                       | Alejandro González Iñárritu | Lauréat                 |
| Prix David di Donatello                                                                                    | David du meilleur film étranger                                             | Alejandro González Iñárritu | Lauréat                 |
| Prix de l'American Film Institute,                                                                         | Prix AFI du film de l'année,.                                               | - | Lauréat                 |
| Prix de l'American Film Institute,                                                                         | Les 10 meilleurs films de l'année                                           | - | Nomination              |
| Prix de la Fondation Imagen                                                                                | Meilleur réalisateur                                                        | Alejandro González Iñárritu | Nomination              |
| Prix de la Fondation Imagen                                                                                | Meilleur film                                                               | - | Nomination              |
| Prix de la Fondation Imagen                                                                                | Meilleur acteur dans un second rôle                                         | Gael García Bernal | Nomination              |
| Prix de la Fondation Imagen                                                                                | Meilleure actrice dans un second rôle                                       | Adriana Barraza | Nomination              |
| Prix des arts médiatiques Latino Américain                                                                 | Prix ALMA du meilleur film                                                  | - | Lauréat                 |
| Prix des arts médiatiques Latino Américain                                                                 | Prix ALMA de la meilleure actrice dans un film                              | Adriana Barraza | Lauréat                 |
| Prix des arts médiatiques Latino Américain                                                                 | Prix ALMA du meilleur réalisateur                                           | Alejandro González Iñárritu | Lauréat                 |
| Prix des arts médiatiques Latino Américain                                                                 | Prix ALMA du meilleur scénario                                              | Guillermo Arriaga | Lauréat                 |
| Prix des arts médiatiques Latino Américain                                                                 | Meilleur acteur dans un film                                                | Gael García Bernal | Nomination              |
| Prix des jeunes artistes                                                                                   | Meilleur jeune acteur âgé au maximum de 10 ans ou moins dans un film        | Nathan Gamble | Nomination              |
| Prix des jeunes artistes                                                                                   | Meilleure jeune actrice âgé au maximum de 10 ans ou moins dans un film      | Elle Fanning | Nomination              |
| Prix du cinéma danois                                                                                      | Prix Robert du meilleur film américain                                      | Alejandro González Iñárritu | Lauréat                 |
| Prix du cinéma en ligne italien (IOMA) (Italian Online Movie Awards (IOMA))                                | Meilleur film                                                               | - | Nomination              |
| Prix du cinéma en ligne italien (IOMA) (Italian Online Movie Awards (IOMA))                                | Meilleur scénario original                                                  | Guillermo Arriaga | Nomination              |
| Prix du cinéma en ligne italien (IOMA) (Italian Online Movie Awards (IOMA))                                | Meilleur montage                                                            | Stephen Mirrione, Douglas Crise | Nomination              |
| Prix du cinéma en ligne italien (IOMA) (Italian Online Movie Awards (IOMA))                                | Meilleure bande son                                                         | - | Nomination              |
| Prix du cinéma et de la télévision irlandais                                                               | Meilleur film international                                                 | - | Nomination              |
| Prix du Derby d'or                                                                                         | Meilleur scénario original                                                  | Guillermo Arriaga | Nomination              |
| Prix du Derby d'or                                                                                         | Meilleure actrice dans un second rôle                                       | Adriana Barraza | Nomination              |
| Prix du Derby d'or                                                                                         | Meilleure actrice dans un second rôle                                       | Rinko Kikuchi | Nomination              |
| Prix du Derby d'or                                                                                         | Meilleure distribution                                                      | Adriana Barraza, Cate Blanchett, Gael García Bernal, Rinko Kikuchi, Brad Pitt et Kōji Yakusho                                                                     | Nomination              |
| Prix du Derby d'or                                                                                         | Meilleure photographie                                                      | Rodrigo Prieto | Nomination              |
| Prix du Derby d'or                                                                                         | Meilleur montage                                                            | Stephen Mirrione et Douglas Crise | Nomination              |
| Prix du Derby d'or                                                                                         | Meilleur compositeur                                                        | Gustavo Santaolalla | Nomination              |
| Prix Guldbagge                                                                                             | Meilleur film étranger                                                      | Alejandro González Iñárritu | Nomination              |
| Prix internationaux du cinéma en ligne (INOCA) (International Online Cinema Awards (INOCA))                | Meilleure actrice dans un second rôle                                       | Rinko Kikuchi | Nomination              |
| Prix internationaux du cinéma en ligne (INOCA) (International Online Cinema Awards (INOCA))                | Meilleur scénario original                                                  | Guillermo Arriaga | Nomination              |
| Prix internationaux du cinéma en ligne (INOCA) (International Online Cinema Awards (INOCA))                | Meilleure photographie                                                      | Rodrigo Prieto | Nomination              |
| Prix internationaux du cinéma en ligne (INOCA) (International Online Cinema Awards (INOCA))                | Meilleur montage de film                                                    | Stephen Mirrione et Douglas Crise | Nomination              |
| Prix internationaux du cinéma en ligne (INOCA) (International Online Cinema Awards (INOCA))                | Meilleure musique originale                                                 | Gustavo Santaolalla | Nomination              |
| Prix NAACP de l'image                                                                                      | Meilleure réalisation dans un long métrage / téléfilm - Comédie ou Drame    | Alejandro González Iñárritu | Nomination              |
| Prix Sant Jordi du cinéma                                                                                  | Prix du public Rosa de Sant Jordi du meilleur film étranger                 | Alejandro González Iñárritu | Lauréat                 |
| Récompenses des arts du cinéma et de la télévision de la British Academy,                                  | Prix Anthony Asquith pour la musique de film                                | Gustavo Santaolalla | Lauréat                 |
| Récompenses des arts du cinéma et de la télévision de la British Academy,                                  | Meilleur film                                                               | Alejandro González Iñárritu, Steve Golin et Jon Kilik | Nomination              |
| Récompenses des arts du cinéma et de la télévision de la British Academy,                                  | Meilleur scénario original                                                  | Guillermo Arriaga | Nomination              |
| Récompenses des arts du cinéma et de la télévision de la British Academy,                                  | Meilleure photographie                                                      | Rodrigo Prieto | Nomination              |
| Récompenses des arts du cinéma et de la télévision de la British Academy,                                  | Meilleur montage                                                            | Stephen Mirrione et Douglas Crise | Nomination              |
| Récompenses des arts du cinéma et de la télévision de la British Academy,                                  | Meilleur son                                                                | Martín Hernández, José Antonio García, Jon Taylor et Christian P. Minkler                                                                                         | Nomination              |
| Récompenses des arts du cinéma et de la télévision de la British Academy,                                  | Nommé au Prix David Lean pour la réalisation                                | Alejandro González Iñárritu | Nomination              |
| Société britannique des cinéastes                                                                          | Nommé au Prix de la meilleure photographie                                  | Rodrigo Prieto | Nomination              |
| Société des critiques de films en ligne                                                                    | Meilleur film                                                               | - | Nomination              |
| Société des critiques de films en ligne                                                                    | Meilleur réalisateur                                                        | Alejandro González Iñárritu | Nomination              |
| Société des critiques de films en ligne                                                                    | Meilleure actrice dans un second rôle                                       | Adriana Barraza | Nomination              |
| Société des critiques de films en ligne                                                                    | Meilleure actrice dans un second rôle                                       | Rinko Kikuchi | Nomination              |
| Société des critiques de films en ligne                                                                    | Meilleur scénario original                                                  | Guillermo Arriaga | Nomination              |
| Société des critiques de films en ligne                                                                    | Meilleure photographie                                                      | Rodrigo Prieto | Nomination              |
| Société des critiques de films en ligne                                                                    | Meilleur montage                                                            | Stephen Mirrione et Douglas Crise | Nomination              |
| Société des critiques de films en ligne                                                                    | Meilleure musique originale                                                 | Gustavo Santaolalla | Nomination              |
| Société des critiques de films en ligne                                                                    | Meilleure performance exceptionnelle                                        | Rinko Kikuchi | Nomination              |
| Société du film politique (Political Film Society)                                                         | Prix PFS des Droits Humains                                                 | - | Lauréat                 |
| Syndicat des acteurs de cinéma et de télévision aux États-Unis,                                            | Meilleure actrice dans un second rôle                                       | Adriana Barraza | Nomination              |
| Syndicat des acteurs de cinéma et de télévision aux États-Unis,                                            | Meilleure actrice dans un second rôle                                       | Rinko Kikuchi | Nomination              |
| Syndicat des acteurs de cinéma et de télévision aux États-Unis,                                            | Meilleure distribution                                                      | Adriana Barraza, Cate Blanchett, Gael García Bernal, Rinko Kikuchi, Brad Pitt et Kōji Yakusho                                                                     | Nomination              |
| Vamos al ciné - Cycle du cinéma espagnol et hispano-américain                                              | Meilleur film                                                               | - | Nomination              |

### Années 2008 à 2011
| Année | Festivals de cinéma                            | Catégorie / Récompense                                                               | Nommé(es) / Lauréat(es)     | Nommé(es) / Lauréat(es) |
| ----- | ---------------------------------------------- | ------------------------------------------------------------------------------------ | --------------------------- | ----------------------- |
| 2008  | Festival du film SESC (SESC Film Festival)     | Meilleur réalisateur étranger                                                        | Alejandro González Iñárritu | Lauréat                 |
| 2008  | Grammy Awards                                  | Meilleur album de bande-son pour le cinéma, la télévision ou d'autres médias visuels | Gustavo Santaolalla         | Nomination              |
| 2008  | Grand prix du cinéma brésilien                 | Meilleur film en langue étrangère                                                    | Alejandro González Iñárritu | Nomination              |
| 2008  | Prix Aigle d'or (Golden Eagle Awards)          | Meilleur film étranger                                                               | Alejandro González Iñárritu | Nomination              |
| 2008  | Prix de l'académie japonaise                   | Meilleur film en langue étrangère                                                    | -                           | Nomination              |
| 2010  | Prix CinEuphoria (CinEuphoria Awards)          | Meilleur film de la décennie - Compétition internationale                            | Alejandro González Iñárritu | Lauréat                 |
| 2010  | Prix du Derby d'or                             | Meilleure actrice de la décennie dans un second rôle                                 | Adriana Barraza             | Nomination              |
| 2011  | Festival de Cinéma en Plein Air de la Villette | Meilleur film                                                                        | Alejandro González Iñárritu | Nomination              |